# قبيلة الموسى رش
قبيلة الموسى رش (بالكردية;Aşirta Mûsa Raşa)هي إحَدى القبائل الكردية القديمة، وهم قبيلة رحالة او كما تسمي (الكردية؛كوچەر)و كانوا رحالة بين تركيا و العراق و سوريا، حاليًا القبيلة تتمركز في منطقة سحيلا، حتى آلان يوجد قسمً كَبيرً منهم في دولة تركيا وسوريا وقسم الأكبر منهم في دولة العراق بالتحديد ناحية زمار، القرية الرئيسية لهم هي قرية ( عمر خالد ) وهذى القبيلة هي احدى القبائل التى تعرض لحملات التعريب البعثي في السبعينيات والثمانينيات القرن الماضي، مع العديد من القبائل الإخرى.